# Круглий ринок
Круглий ринок (назва при відкритті «Продовольчий Колгоспний Ринок Салтівський»; назва серед мешканців «круглий») — критий продовольчий ринок на вулиці Нескорених у місті Харків, в районі Салтівка. Знаходиться неподалік від станції метро «Салтівська». Круглий ринок відкрився у 1980 році, разом і з торговими рядами, що знаходились біля будівлі. У 1990-х роках навколо Круглого також з'явився блошиний ринок, що став своєрідною візитівкою цього району.
У 2020 році, стало відомо, що Круглий ринок зачиняють, а будівлю будуть реконструювати.
Влітку 2020 прилеглі вуличні торгові ряди демонтували.

## Історія
Будівля «Продовольчого Колгоспного Ринку Салтівського» була зведена у 1980 році за проєктом архітекторів В. А. Бахтіної та О. А. Дунаєва з Київського зонального науково-дослідного та проєктного інституту з громадського будівництва. Трикутні залізобетонні елементи, з котрих зведена будівля, крім естетичної, відіграють ще тримальну роль.
Навколо будівлі ринку також розташувались вуличні торгівельні ряди.
У 1990-ті навколо будівлі ринку почав функціонувати хаотичний блошиний ринок. В цей же період, Круглий отримав нову назву — «ТЦ Новосалтівський». Тут здебільшого торгували молочними та м'ясними продуктами.

## Круглий ринок у 2020 році
У 2020 році, Круглий ринок був зачинений. Торгівельні ряди навколо будівлі демонтували, а будівлю почали готувати до реконструкції. Хаотичний блошиний ринок переїхав у двори житлових будинків неподалік. Водночас, торговці з ринку переїхали на нові точки неподалік від старих місць торгівлі.
Наприкінці грудня 2020 року в будівлі колишнього Круглого ринку відкрився супермаркет мережі «Рост».